# Isidore de Kiev
Isidore de Kiev, né à Monemvasia, Péloponnèse (Empire byzantin) vers 1385 et mort à Rome le 27 avril 1463, est métropolite de l'Église de Kiev et de toute la Rus' de 1437 à 1441.

## Biographie
Après des études à Constantinople, il se fait moine au monastère Saint-Michel de Monembasie, avant de devenir higoumène du monastère de Saint-Demetrios à Constantinople.
En 1434, il est ambassadeur de l'Église de Constantinople au concile de Bâle. En 1437, il est nommé métropolite de Kiev et représentera, avec plusieurs autres membres du haut clergé russe, l'Église russe au concile de Florence en 1439. Il y est aussi en tant que délégué du patriarche d'Antioche.
Le 5 juillet 1439, Isidore de Kiev signe l'Acte d'Union à l'issue du concile. 
Le 7 août, Isidore est nommé légat du pape pour la Pologne, la Lituanie et la Russie, avec la mission d'implanter l'union dans ces territoires.
De passage en Pologne et en Lituanie, il y est accueilli sans enthousiasme, voire avec hostilité, par les évêques catholiques locaux, qui redoutent que l'Union ne conduise à l'égalité des rites occidentaux et orientaux,.
Le métropolite Isidore et sa suite arrivent par la suite à Moscou le 19 mars 1441 ; il y célèbre le même jour la Divine Liturgie, au cours de laquelle il prie pour le Pape et fait solennellement lire le texte d'Union des Églises, ce qui choque les fidèles présents. Selon les chroniques moscovites, Isidore est alors accusé d'hérésie, arrêté sur ordre du grand-prince Vassili II de Moscou, et destitué par un synode d’évêques locaux.
Emprisonné, Isidore réussit à s'enfuir et regagner l'ouest, apparemment avec la complicité du grand prince lui-même. À Rome, le pape Eugène IV le crée cardinal-prêtre du titre des saints Marcellin-et-Pierre en 1443. Il est légat de Nicolas V à Constantinople (1452-1453), cardinal-évêque de Sabine (1452).
Il célèbre solennellement l'Union à Sainte-Sophie de Constantinople le 12 décembre 1452. Le 29 mai 1453, il est fait prisonnier lors de la prise de la Ville par les Turcs et emmené en Asie Mineure. Libéré en septembre, il regagne Rome. Il mène plusieurs missions en faveur de l'Union des Églises en Europe orientale. En 1459, il devient patriarche latin de Constantinople. En 1461, il est archevêque de Chypre et de Nègrepont. Il meurt à Rome en 1463.